# خانه حاج مهدی سلطان
خانه حاج مهدی سلطان مربوط به اواخر دوره قاجار است و در شهرستان آمل، روستای پاشاکلا دشت‌سر واقع شده و این اثر در تاریخ ۸ مرداد ۱۳۸۱ با شمارهٔ ثبت ۵۹۳۶ به‌عنوان یکی از آثار ملی ایران به ثبت رسیده‌است.

## مالک خانه
حاج مهدی سلطان امیری معاون نظامی امیر کلاو، تیول دار مناطق روستایی آمل در دوره خود بود. در زمان محمدعلی شاه قاجار بزرگان برای برپایی مجلس به دو گروه «مشروطه خواه» و «مستبد» تقسیم می‌شدند. این فرد در آن زمان جزو مستبدین به حساب می‌آمد.
روزی رضاخان و حاج مهدی سلطان، هر دو، با گروهی از افراد خود از راه چلاو به کوه‌های علی‌آباد رفته بودند. وقتی رضاخان و افرادش پایین کوه چادر زدند، تیراندازی یاران حاج مهدی سلطان آن‌ها را فراری داد که این امر موجب کدورت میان این دو نفر شد.